# Claude Léon Broutin
Pour les articles homonymes, voir Broutin.
Claude Léon Broutin (1859-1926) est un maître d'armes français, émigré en Espagne, auteur d’un traité d’escrime qui fait encore référence au XXIe siècle.

## Biographie
C. Léon ou Claudio Léon Broutin (de ses vrais prénoms : Claude Emmanuel Joseph) est né à Metz, dans le département de la Moselle, le 22 janvier 1859. Il est le fils d’Emmanuel Broutin, maître d’armes et de Marie-Louise Pasquier, couturière. Il est également le frère d'Achille Broutin, collectionneur d'armes et maître d'armes.
Il a quitté la France avec sa famille, fin 1863, à la suite d’un duel qu’eut son père avec un proche de l’empereur Napoléon III.
Élève de son père Emmanuel (lui-même disciple du célèbre Jean-Louis Michel), il prit sa succession dans la salle d’armes de Madrid et laissa un traité d’escrime, El Arte de la Esgrima, préfacé par le marquis de Alta Villa, publié en 1893.
Il fut maître d’armes de l’Académie de l’État-major de l’Armée de Terre, du Cercle des Beaux-Arts et membre correspondant de l’Académie d’Armes de Paris.
Après la chute du Second Empire en 1870, il revint passer chaque hiver à Paris avec sa famille et put participer ainsi à des assauts d’escrime.
Marié à Luciana Santurde y Arraiz (Burgos 1855 - ?), il est mort sans descendance à Madrid, en 1926.

## Publications
- C. Leon Broutin, El Arte de la Esgrima, Madrid, 1893, 179 p. + planches. (Ouvrage reproduit en fac simile en 1983, Coleccionismo Juegos Deport. ; réédité en 1989, Madrid, Ed. Prensa y Ediciones)